# تام دنیلسون
تام دنیلسون (انگلیسی: Tom Danielson؛ زادهٔ ۱۳ مارس ۱۹۷۸) دوچرخه‌سوار اهل ایالات متحده آمریکا است.
از باشگاه‌هایی که در آن بازی کرده‌است می‌توان به فاسا بورتولو، تیم دوچرخه‌سواری یو.اس. پوستال سرویس، و کنندیل–دراپاک اشاره کرد.